# Aline Küppenheim
Aline Adriana Küppenheim Gualtieri (Barcellona, 10 agosto 1969) è un'attrice cilena.

## Biografia
Aline Küppenheim Gualtieri nasce a Barcellona, da madre cilena e padre francese, il 10 agosto 1969.
Negli anni ottanta, torna nel Paese di origine, dove studia teatro presso l'accademia diretta da Fernando González.
All'inizio degli anni novanta, fa il proprio debutto sul piccolo schermo, ottenendo un piccola parte nella serie televisiva Ella por ellas. In seguito, nel 2003, è nel cast principale del film diretto da Juan Gerard Dreaming of Julia, dove interpreta il ruolo di Katia.
Dal 2004 al 2005, è poi protagonista, nel ruolo di Laura Squella Medrano, della telenovela cilena Destinos cruzados. Nello stesso periodo, tra il 2004 e il 2006, è tra i protagonisti, assieme a Bastián Bodenhöfer e Álvaro Escobar, della serie televisiva JPT: Justicia para todos, dove interpreta il ruolo di Rocío Castañeda.
Nel frattempo 2005, è poi tra i protagonisti, nel ruolo di Irene, del film diretto da Alicia Scherson Play. In seguito, nel 2008, è protagonista, nel ruolo di Teresa, del film diretto da Andrés Wood La buena vida.
Nel 2012 è poi tra i protagonisti del film diretto da Marialy Rivas Joven y Alocada, dove interpreta il ruolo di Irene: il ruolo le vale la nomination come miglior attrice ai Chileans Altazor Awards. In seguito, nel 2017, è nel cast principale del film diretto da Sebastián Lelio Una donna fantastica, dove interpreta il ruolo di Sonia. L'anno seguente, è protagonista della miniserie diretta da Andrés Wood e basata sulla vita della politica e diplomatica cilena Carmen Hertz Ecos del desierto.
Nel 2022 è poi protagonista, nel ruolo di Carmen, del film diretto da Manuela Martelli e ambientato all'epoca della dittatura di Pinochet 1976: il ruolo le vale il premio come miglior attrice al Tokyo International Film Festival. Sempre nello stesso anno, è nel cast della miniserie di Netflix, tratta da fatti realmente accaduti, 42 giorni nell'oscurità, dove interpreta il ruolo di Verónica Montes, la donna rapita e uccisa.

## Filmografia parziale

### Cinema
- Dreaming of Julia, regia di Juan Gerard (2003)
- Machuca, regia di Andrés Wood (2004)
- Play, regia di Alicia Scherson (2005)
- La buena vida, regia di Andrés Wood (2008)
- Joven y Alocada, regia di Marialy Rivas (2012)
- Una donna fantastica (Una mujer fantástica), regia di Sebastián Lelio (2017)
- 1976, regia di Manuela Martelli (2022)

### Televisione
- Ellas por ellas - serie TV, ep. 01x01-01x02-01x03 (1991)
- Destinos cruzados - telenovela, 104 puntate (2004-2005)
- JPT: Justicia para todos - serie televisiva, 17 episodi (2004-2006)
- Prófugos - serie TV, 17 episodi (2011-2013)
- Ecos del desierto - miniserie televisiva (2013)
- 42 giorni nell'oscurità (42 días en la oscuridad) - miniserie TV, 6 puntate (2022)

## Premi e nomination
- 2000: candidatura come miglior attrice in una serie televisiva agli Altazor Awards per La fiera
- 2005: candidatura come miglior attrice in un film cinematografico agli Altazor Award per Machucha
- 2005: candidatura come miglior attrice in una serie televisiva agli Altazor Awards per Destinos cruzados
- 2006: candidatura come miglior attrice agli Altazor Award per Play
- 2009: candidatura come miglior attrice in un film cinematografico agli Altazor Award per La buena vida
- 2013: candidatura come miglior attrice ai Chileans Altazor Awards per Joven y Alocada
- 2014: premio come miglior attrice in una serie televisiva agli Altazor Awards per Ecos del desierto
- 2022: premio come miglior attrice al Tokyo International Film Festival per 1976